# 纽约观察家报
《纽约观察家报》是一份美国周报，自1987年开始印刷，2016年停止出版纸质版，成为网络版《观察家报》。该报网站专注于文化、房地产、传媒、政治、娱乐及出版等行业。

## 历史
该报于1987年9月22日在纽约市首次出版，是一份周报，创始人是前投资银行家亚瑟·卡特（Arthur L. Carter）。它也曾是西德尼·莫尔斯（Sidney E.Morse）于1823年创办的一份较早的宗教周报的名称。该报最初是一份宽幅报纸，后来每周三以小报形式印刷，目前有独家网络版。
2006年7月，《纽约观察家报》被当时年仅25岁的美国地产界人士贾里德·库什纳以一百万美元收购。
库什纳的岳父唐纳德·特朗普（特朗普的女儿伊万卡是库什纳的妻子）赢得2016年总统选举的第二天，《观察家报》印刷版就停刊了。之后库什纳在特朗普政府中担任高级顾问，并将其对观察家媒体剩余在线资产的所有权转移到一个家族信托中，他的姐夫约瑟夫·迈耶通过该信托成为出版商。
2018年1月8日，《新闻周刊》媒体集团前全球首席营销官詹姆斯·卡克林斯被宣布为《观察家》的新总裁，职责是帮助《观察家》发展，使其收入来源多样化，并对数字订阅收费。